# Dassault Mystère IV
O Dassault M.D.454 Mystère IV foi um caça-bombadeiro francês produzido nos anos 50 pela Dassault. O Mystère IV foi a primeira aeronave transônica a entrar em serviço pelo Exército do Ar Francês. Ela foi utilizada em combate pela Força Aérea Israelense durante a Guerra dos Seis Dias em 1967.

## Histórico Operacional

### França

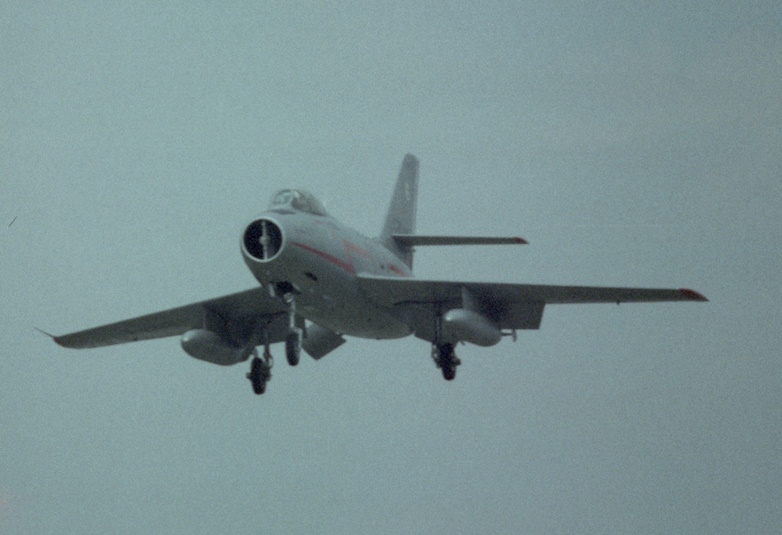
Um Mystère IV pousando em Sião, 1986

A França foi o principal operador do Mystère IV, tendo em seu pico, operado seis esquadrões do tipo. Maioria das aeronaves foram adquiridas sob contrato dos Estados Unidos, com 223 unidades produzidas sob pedido estadunidense, mas operados pelo Exército do Ar Francês. Outras 100 unidades foram adquiridas com fundos franceses.
O Mystère IV viu combate pelo Exército do Ar na Crise de Suez, em 1956, ficando em serviço francês até 1983. De 1957 a 1963, o Mystère IV foi operado pela Patrouille de France.

### Índia

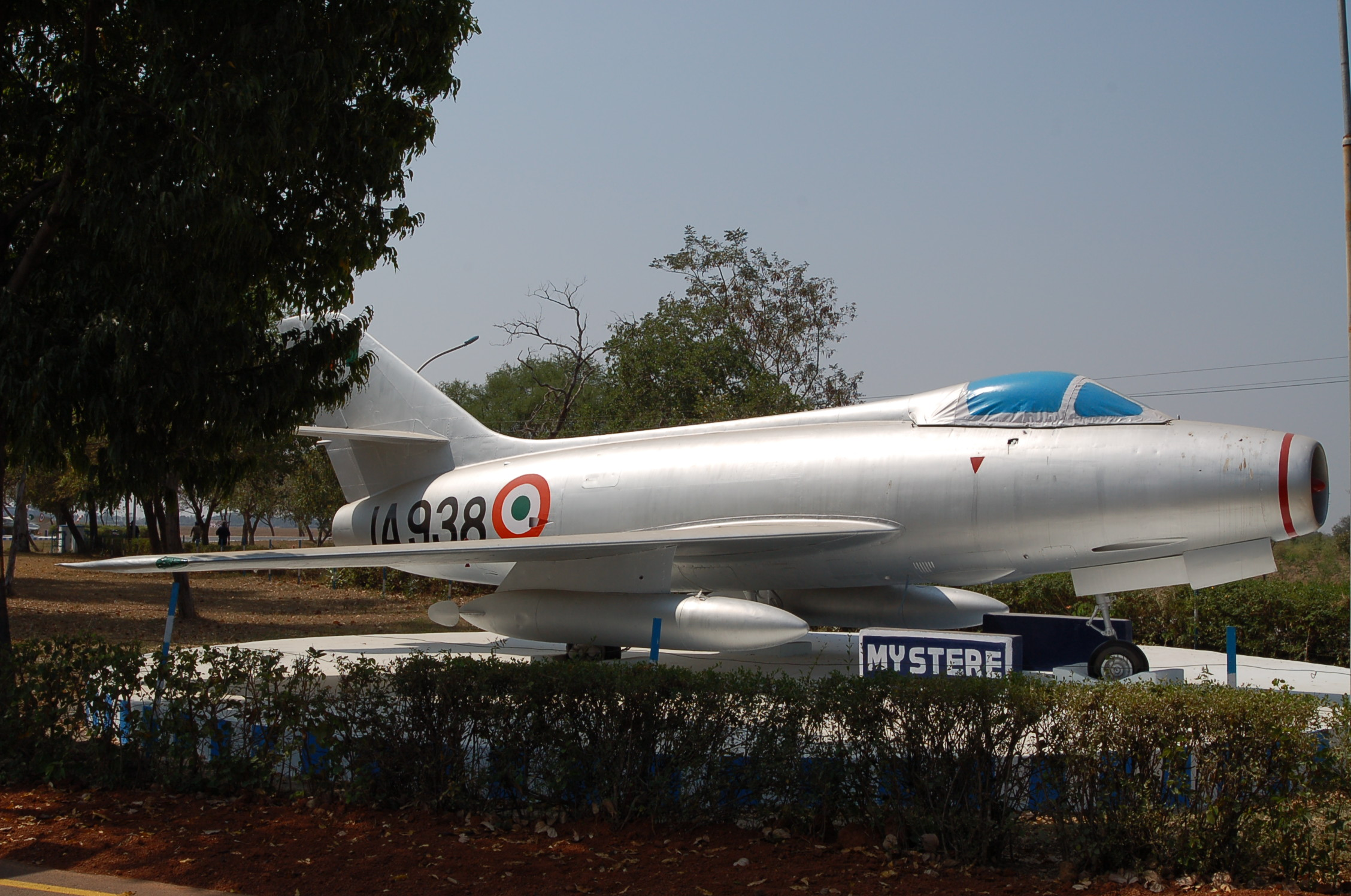
Mystère IV indiano no Museu da Academia da Força Aérea Indiana, em Dundigal

A Índia encomendou 104 unidades do Mystère IV em 1957, devido a recusa americana e britânica em fornecer aeronaves similares e a experiência indiana em operar aeronaves a jato francesas, já operando o Ouragan desde 1954.
A aeronave não chegou a ser utilizada durante a Guerra Sino-Indiana de 1962, porém, foi empregada extensamente pelos indianos na Guerra Indo-Paquistanesa de 1965. Além disso, o Mystère foi empregado em missões de bombardeio contra posições rebelde no Mizorão, em 1965.
Em 16 de setembro de 1965, um Mystère IV indiano abateu um Cessna L-19 paquistanês. Em 7 de setembro, um Mystère foi danificado por um F-104 Starfighter paquistanês durante um raid em Sargodha. O Starfighter, pilotado pelo Ten. Av. Amjad Hussain, acelerou a frente do Mystère, pilotado pelo Sqn Ldr A.B. Devayya, que conseguiu abater o F-104. Ambas as aeronaves caíram, com o piloto do F-104 conseguindo ejetar, porém, A.B. Devayya acabou falecendo, sendo agraciado postumamente com o Maha Vir Chakra, 23 anos após o acontecido.
Durante o início de sua ofensiva, um F-104 paquistanês abateu um Mystère IV indiano com um míssil ar-ar AIM-9 Sidewinder, sendo a primeira vitória marcada por uma aeronave com capacidade de atingir Mach 2.
Durante a campanha aérea de 1965, o Mystère IV destruiu muitas aeronaves paquistanesas em terra, incluindo quatro F-86, três F-104 e dois C-130.
A aeronave começou a ser aposentada do serviço ativo indiano logo após o fim da guerra de 1965, e, apesar de ter visto combate na Guerra Indo-Paquistanesa de 1971, foi totalmente retirada de serviço em 1973.

### Israel

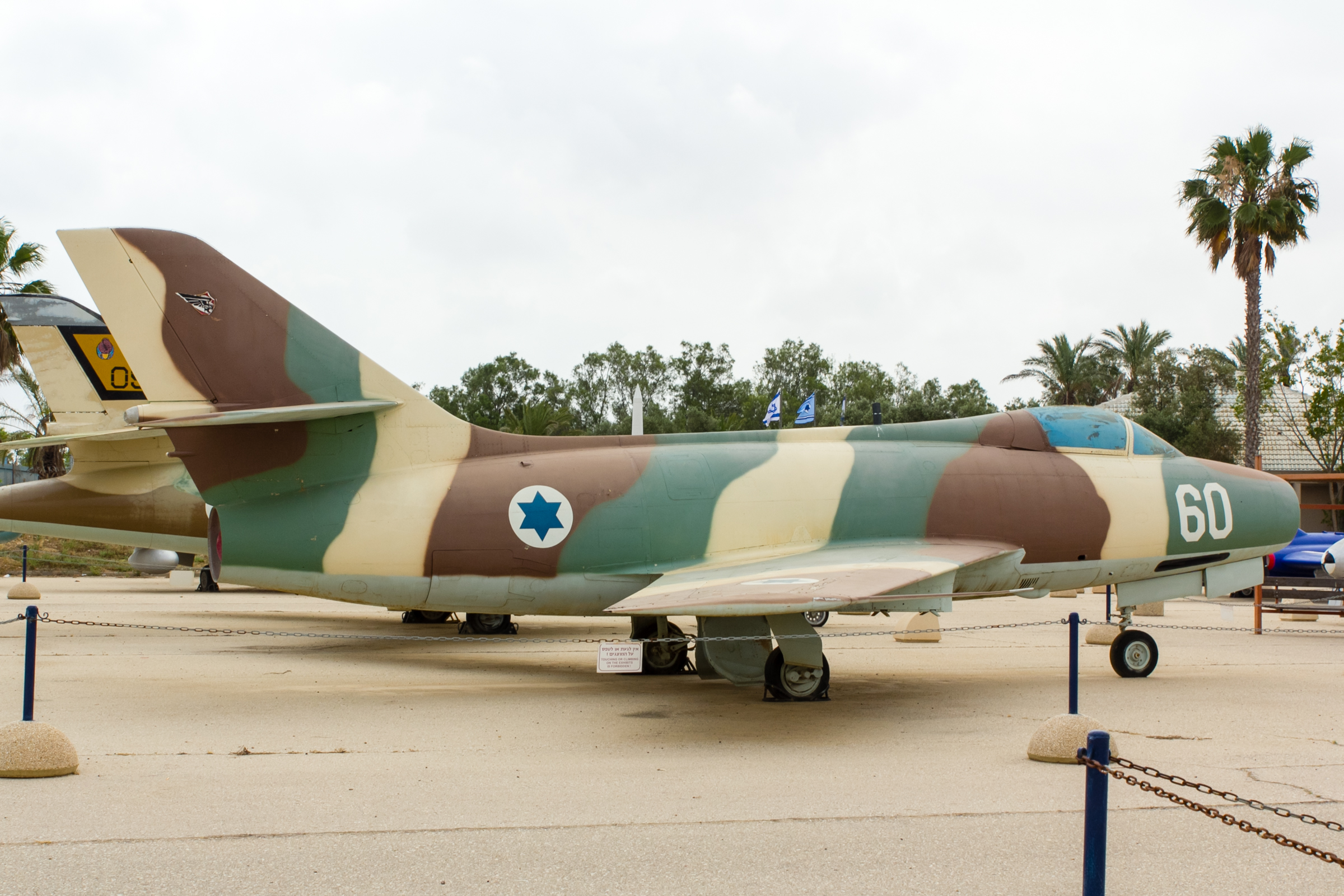
Um Mystère IV do Esquadrão 116, preservado em Hatzerim

O Mystère IV se tornou o primeiro caça com asas enflechadas da Força Aérea Israelense (IDF/AF) quando a encomenda de Mystère II foram convertidas para o Mystère IV em 1954, nas quais foram entregues entre abril a junho de 1956. As primeiras aeronaves equiparam o Esquadrão 101, seguido de mais 36 unidades, findadas com uma unidade de reconhecimento, entregue em setembro de 1956.
Em 29 de outubro de 1956, quando Israel iniciou a invasão à Peninsula do Sinai, dando início a Crise de Suez, os Mystères do Esquadrão 101 foram empregados em missões ar-ar e ar-superfície, mesmo com só metade de todas as unidades encomendadas entregues. Em 30 de outubro, o Mystère IV marcou sua primeira vitória, quando oito caças franceses enfrentaram 16 MiG-15 egípcios. Os Mystères abateram um MiG, enquanto outro caça egípcio e um Mystère foram danificados. No dia seguinte, dois Mystères engajaram e reivindicaram o abate de quatro Vampires egípcios, além de outro MiG-15 e um MiG-17 ainda aquele dia. Os Mystères israelenses voaram o total de 147 sortidas durante a guerra, com a perda de uma única aeronave em 2 de novembro, devido a fogo antiaéreo.
Com a entrega das aeronaves restantes, outros esquadrões foram equipados. Um segundo esquadrão, o 109, recebeu as aeronaves em dezembro de 1956, enquanto os Mystères do Esquadrão 101 foram repassados para o 116 em novembro de 1961. Israel planejava que os A-4 Skyhawk substituíssem o Mystère IV em serviço ativo, mas, durante a Guerra dos Seis Dias em 1967, os esquadrões 109 e 116 ainda operavam o Mystère. O tipo foi empregado em missões de ataque, cumprindo 610 sortidas e reivindicando o abate de dois MiG-17 e um Hawker Hunter jordaniano, com a perda de sete Mystères (cinco contra fogo antiaéreo e dois contra outras aeronaves).
Após a Guerra dos Seis Dias, todas as unidades do Mystère foram concentradas no Esquadrão 116, sendo empregados em missões de ataque durante a Guerra de Desgaste. O Mystère IV foi retirado do serviço ativo na IDF/AF em 18 de março de 1972, 16 anos após sua introdução.

## Variante
- Mystère IV: Protótipo propelido por um motor turbojato Rolls-Royce Tay 250;[19][20]
- Mystère IVA: Variante de produção caça-bombardeiro. 421 unidades produzidas, as primeiras 50 propelidas com motores Rolls-Royce Tay 250 e os 371 restantes, com a variante produzida sob licença do Tay, o Hispano-Suiza Verdon;[21]
- Mystère IVB: Protótipo equipado com motores turbojato com pós-combustor Rolls-Royce Avon (duas unidades) e SNECMA Atar 101 (terceiro protótipo) e aparelho de mira apoiado com um radar.[22] Seis unidades de pré-produção foram construídas, mas o projeto foi abandonado em favor do Super Mystère.[20]
- Mystère IVN: Protótipo de uma variante biplace de interceptação todo-tempo. A aeronave foi equipada com um radar de controle de tiro AN/APG-33, em um radome similar ao do F-86D Sabre Dog, propelido por um motor Rolls-Royce Avon e armado com 55 foguetes Matra de 68mm, montados em um casulo integrado no dorso da aeronave. O primeiro protótipo foi voou em 19 de julho de 1954.[23]

## Operadores
- França - Exército do Ar
- Índia - Força Aérea Indiana
- Israel - Força Aérea Israelense

## Especificações (Mystère IVA)
Dados: The Complete Book of Fighters

### Características Gerais
- Tripulação: 1;
- Comprimento: 12.89 m (42 ft 3 in);
- Envergadura: 11.12 m (36 ft 6 in);
- Altura: 4.6 m (15 ft 1 in);
- Área Alar: 32.06 m2 (345.1 sq ft);
- Peso Vazio: 5,860 kg (12,919 lb);
- Peso Carregado: 8,510 kg (18,761 lb);
- Peso Máximo de Decolagem (MTOW): 9,500 kg (20,944 lb)
- Motor: 1x turbojato Hispano-Suiza Verdon 350, com 7,720 lbf (34.32 kN) de empuxo;

### Desempenho
- Velocidade Máxima: 1,110 km/h (600 kn; 690 mph) à nível do mar;
- Alcance: 915 km (494 nmi; 569 mi) sem tanques externos; 2.280 km (1.230 nmi; 1.420 mi) com tanques externos;
- Teto de serviço: 15,000 m (49,000 ft);
- Taxa de subida: 40 m/s (7,900 ft/min);

### Armamento
- Canhão: 2x GIAT DEFA 551 de 30mm, 150 disparos por canhão;
- Foguetes: 55 foguetes Matra, de 68mm, em um casulo integrado no dorso;
- Bombas: 1.000 kg (2.200 lb) de bombas, foguetes e tanques em quatro hardpoints.